# Parafia św. Marii Magdaleny w Wawrzeńczycach
Parafia Świętej Marii Magdaleny w Wawrzeńczycach – parafia rzymskokatolicka należąca do dekanatu Wawrzeńczyce archidiecezji krakowskiej.
Została utworzona w 1223 roku. Kościół parafialny wybudowany w XV wieku, rozbudowany w XVII-XVIII wieku, konsekrowany w XV wieku.

## Proboszczowie
- ks. Andrzej Gawroński (do 2023)[3][4]
- ks. Mariusz Susek (2023 – )[4]